# Nino Bixio

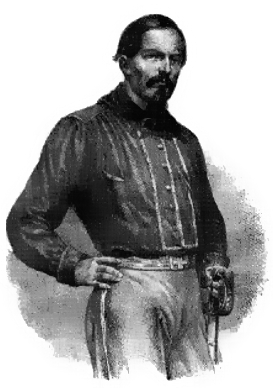
Nino Bixio

Gerolamo Bixio chamado Nino (AFI: [ˈbiksjo], baseado em sua grafia, mas a pronúncia em língua lígure é AFI: [ˈbiʒo]; Gênova, 2 de outubro de 1821 - Sumatra, 16 de dezembro de 1873) foi um militar e um político italiano, personagem-chave do Risorgimento.

## Biografia
Ainda rapaz, foi convencido por seu pai a ingressar na carreira militar, na marinha do Reino da Sardenha (em 1841 embarcou como aprendiz a bordo do navio Gulnara). 
Após numerosas aventuras pelos mares do mundo em 1846 retornou à pátria para inscrever-se na Jovem Itália, associação mazziniana que defendia a unificação e independência de todos os estados da Itália. Um ano depois enviou um telegrama a Carlos Alberto da Sardenha, com os dizeres: "Ultrapasse o Ticino, Majestade, e seremos todos convosco".
Em 1848, participou da Primeira Guerra de Independência Italiana e, após algumas derrotas militares, recolheu-se em Roma onde sob o comando de Giuseppe Garibaldi tentou, em vão, defender a recente República Romana do ataque restaurador dos franceses.
No decênio que vai de 1849 a 1859, Bixio mudou radicalmente suas ideias políticas, abandonando a ideologia mazziniana para aderir ao movimento da "'direita histórica" italiana, com uma pequena influência cavouriana. Inobstante, continuou um fiel aliado de Garibaldi, com quem fundou, em 1859, o grupo paramilitar dos Caçadores dos Alpes, que foram os protagonistas da Segunda Guerra de Independência Italiana: em particular, ao final da vitoriosa batalha de Varese, os militares genoveses o galardoaram com a "Cruz Militar de Savoia".
Mesmo conservador, Bixio era um homem de ação e em 1860 foi um dos organizadores da Expedição dos Mil na conquista do Sul da Itália: embarcou em Marsala à frente dos famosos camisas-vermelhas, e foi de preciosa ajuda ao "herói dos dois mundos' na Batalha de Calatafimi, tão fundamental que permitiu a Garibaldi instalar a ditadura em nome de Vítor Emanuel II.
Durante a campanha da Sicília, Bixio foi protagonista de um péssimo episódio: a repressão violenta da revolta dos camponeses desenrolada em Bronte, na Província de Catânia, possivelmente temeroso de uma eventual revolução republicana. 

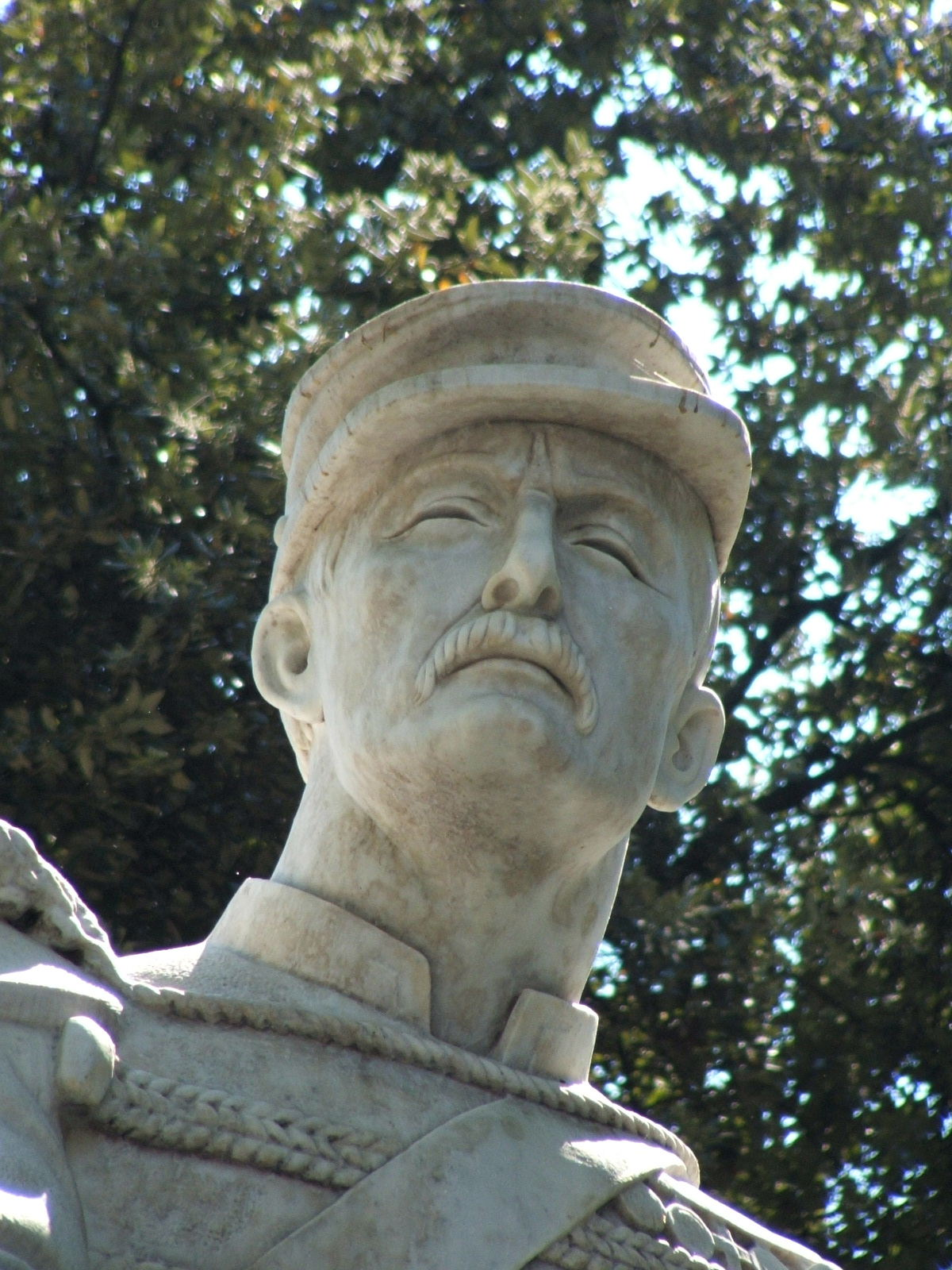
Gênova, distrito de Carignano
estátua a Nino Bixio

Depois da conquista de Palermo, em 21 de agosto de 1860 os Mil entraram em Reggio di Calabria e, a 2 de outubro deste mesmo ano, derrotaram definitivamente o grosso das tropas borbônicas na Batalha do Volturno, na qual quebrou uma perna. Pouco depois do famoso encontro de Teano com o monarca e Garibaldi, Bixio organizou os plebiscitos que sancionaram a anexação da Itália centro-meridional (com exceção do Lácio) ao Reino de Sardenha. Um ano depois foi eleito deputado, por conta do que deslocou-se para Gênova: ali voltou a ser um representante da direita.
A maior parte de sua atuação parlamentar consistiu na vã tentativa de reconciliar as posições de Cavour e Garibaldi, sobretudo no quanto concernia à questão romana: enquanto o estadista piemontês professava uma solução diplomática, Garibaldi dispunha-se a partir para a ação. Incapaz de conseguir um acordo entre os dois maiores expoentes do Risorgimento, Bixio voltou ao campo de batalha em 1866 a fim de combater na batalha de Custoza, durante a Terceira Guerra de Independência Italiana: a derrota italiana não prejudicou o colapso militar da Áustria, que teve de ceder o Vêneto.
Em 3 de novembro de 1867, na batalha de Mentana, Bixio foi feito prisioneiro de um batalhão transalpino, mas conseguiu fugir e recebeu do rei Vítor Emanuel II um medalha de ouro por valor militar.
Eleito senador em fevereiro de 1870, afiliou-se ao Partito d'azione - garibaldino - e a 20 de setembro deste ano, depois de haver participado na batalha de Civitavecchia, apoiou o exército na conquista de Roma. 
Em seguida, Bixio dedicou-se à carreira de explorador-empresário, mas morreu de cólera durante uma travessia comercial da ilha de Sumatra, então território holandês.